# 필리프 도를레앙 (1640년)
필리프 도를레앙(Philippe d'Orléans)으로도 불리는 프랑스의 아들, 앙주 공작, 이후 오를레앙 공작 필리프 드 프랑스(Philippe de France)는 1640년 9월 21일 생제르맹앙레에서 태어나 1701년 6월 9일 생클루성에서 사망한 프랑스 왕실의 왕자로, 루이 13세와 안 도트리슈의 아들이자 루이 14세의 남동생이다. 태어날 때부터 앙주 공작으로 봉해진 그는 작은아버지 가스통 드 프랑스가 사망한 1660년부터 오를레앙 공작위를 받아 오를레앙 공작으로 잘 알려져 있으나, 국왕의 왕제에게 주어지는 "무슈"라는 호칭으로도 유명하다.
필리프 드 프랑스의 직계 후손은 오를레앙 방계를 구성하는데, 그의 후손으로는 입헌의회 의원 필리프 에갈리테와 그의 아들로 1830년 프랑스 혁명을 통해 프랑스인의 왕이 된 루이 필리프, 그리고 현 오를레앙파 프랑스 왕위 주장자들이 있다.

## 생애
어린 시절에는 앙주 공작이었으며 숙부 가스통이 후사 없이 죽자 그의 뒤를 이어 오를레앙 공작이 되었다. 그는 루이 13세와 가스통 왕자가 왕위를 차지하기 위해 싸운 것을 보고 루이 14세와 오를레앙 공작 필리프 1세가 그러지 않을까하는 생각을 한 안 도트리슈에 의해 여장을 하도록 명령을 받았다. 그러한 습관으로 인해 두 번의 결혼 생활은 모두 불행했지만 필리프는 프랑스 궁정에서 매우 인기있는 인물이었고, 동시에 뛰어난 군인이었다. 1677년 네덜란드 계승 전쟁에서 큰 활약을 보인 필리프는 전장에서 은퇴한 뒤 막대한 비용을 들여 미술품을 수집하고 예술가들을 후원하는데 열중했다. 몰리에르나 피에르 미냐르, 장 앙리 당글베르, 앙리 두몽 등이 그의 후원을 받았다. 만년의 필리프는 자식들 및 손자손녀들의 성장을 지켜보았는 것을 낙으로 삼았으며, 그의 외손녀인 마리 아델라이드 드 사부아 왕녀는 형 루이 14세의 손자인 부르고뉴 공작 도팽 루이와 결혼해 훗날의 루이 15세를 낳기도 했다. 필리프는 1701년 뇌졸중으로 숨을 거두었고, 생드니 대성당에 묻혔다.

## 자녀
1661년 3월 31일 잉글랜드의 헨리에타와 결혼했다.
| 사진 | 이름            | 생일            | 사망                  | 기타                                        |
| ---- | --------------- | --------------- | --------------------- | ------------------------------------------- |
|      | 마리 루이즈     | 1662년 3월 26일 | 1689년 2월 12일(26세) | 스페인 왕비(카를로스 2세와 결혼)            |
|      | 유산아          | 1663년          | 1663년                | 유산                                        |
|      | 필리프 샤를     | 1664년 7월 16일 | 1666년 12월 8일       | 요절                                        |
|      | 사산된 딸       | 1665년 7월 9일  | 1665년 7월 9일        | 요절                                        |
|      | 유산아          | 1668년          | 1668년                | 유산                                        |
|      | 안마리 도를레앙 | 1669년 8월 27일 | 1728년 8월 26일(58세) | 사르데냐 왕비(비토리오 아메데오 2세와 결혼) |

1671년 11월 16일 팔츠의 엘리자베트 샤를로트와 재혼했다.
| 사진 | 이름                     | 생일            | 사망                  | 기타                                              |
| ---- | ------------------------ | --------------- | --------------------- | ------------------------------------------------- |
|      | 알렉상드르 루이          | 1673년 7월 2일  | 1676년 3월 16일(2세)  | 요절                                              |
|      | 필리프 2세 도를레앙 공작 | 1674년 8월 2일  | 1723년 12월 2일(49세) | 후임 공작, 1남 7녀                                |
|      | 엘리자베트 샤를로트      | 1676년 9월 13일 | 1744년 12월 23일      | 레오폴 1세 드 로렌 공작와 결혼(프란츠 1세의 모후) |